# オルフェウス・カドリーユ
オルフェウス・カドリーユ 作品236 (Orpheus-Quadrille)は、ヨハン・シュトラウス2世が作曲したカドリーユである。『天国と地獄のカドリーユ』とも表記される。

## 概要
シュトラウス2世はカドリーユを作曲する際に、民謡や学生歌などを使用していたが、当時人気のあったオペラ(またはオペレッタ)のメロディを頻繁に借用していた。このカドリーユは1860年に、当時ウィーンでオッフェンバックの『地獄のオルフェ』が上演された際に触発されて作曲されたものである。初演は同年の4月に行われ、大成功を収めた。
オッフェンバックの多くの作品が引用され、『地獄のオルフェ』の「カン・カン」と「ギャロップ」も使用されている。この部分にシュトラウス2世はオッフェンバックに敬意を払っている。
なお、この作品は2種類の版が存在し、上記は舞踏会用に作られた版で、もうひとつは演奏会用(または鑑賞用)に作られた版である。ただし演奏会版はどこまでがシュトラウス2世のオリジナルであるかは不明である。
ウィーン・フィルハーモニー管弦楽団のニューイヤーコンサートでは、2008年にジョルジュ・プレートルの指揮によって初めて演奏されている。

## 関連作品
カドリーユに関連する作品
芸術家のカドリーユ 作品201